# Orrdalsklint
Orrdalsklint – najwyższy punkt Wysp Alandzkich, prowincji autonomicznej Finlandii położony na wyspie Fasta Åland, w gminie Saltvik. Wznosi się na wysokość 129,1 m n.p.m.